# Långskärs naturreservat
Långskärs naturreservat är ett naturreservat i Värmdö kommun i Stockholms län.
Området är naturskyddat sedan 1979 och är 854 hektar stort. Reservatet omfattar ett femtiotal öar i Bulleröskärgården. Reservatet består av hällmarker.